# Улрих III фон Рателберг-Виндберг
Улрих III фон Рателберг-Виндберг (на немски: Ulrich III von Ratelberg-Windberg; † 1097) е граф на Рателберг-Виндберг в Долна Бавария.

## Произход и управление
Той произлиза от фамилията на графовете на Формбах. Син е на граф Мегинхард IV фон Формбах († 1066) и съпругата му Матилда фон Райнхаузен († 1122), сестра на Удо, епископ на Хилдесхайм (1079 – 1114), дъщеря на граф Ели II от Райнхаузен-Глайхен († сл. 1030) и Матилда фон Лотарингия († сл. 1051). Брат е на граф Херман I фон Винценбург († 1122/сл. 1130).
Графовете на Формбах са роднини и сватосони с Луитполдингите, Бруноните и Ветините.
Улрих III фон Рателберг-Виндберг, граф Екберт I фон Формбах († 1109) и Матилда фон Ламбах-Питен основават през 1094 г. манастир Форнбах (Формбах).

## Фамилия
Улрих III фон Рателберг-Виндберг се жени за Матилда фон Хам († сл. 1125), дъщеря на граф Рапото IV фон Хам († 1080) и втората му съпруга Матилда от Химгау († пр. 1075) дъщеря на граф Зигхард VII († 1044). Те имат две деца:
- Конрад фон Виндберг-Рателберг († 18 август 1121), неженен
- Лиутгард фон Виндберг-Рателберг († 16 януари 1157?), омъжена за катедрален фогт Фридрих III фон Регенсбург († 29 октомври 1120)